# Campionati mondiali di sollevamento pesi 2019 - 61 kg maschile
Le gare di sollevamento pesi della categoria fino a 61 kg maschile — pesi gallo — dei campionati mondiali del 2019 si sono svolte dal 18 al 19 settembre 2019 a Pattaya presso l'Eastern National Sports Training Center.

## Programma
L'orario indicato corrisponde a quello thailandese (UTC+07:00)
| Data              | Orario | Evento   |
| ----------------- | ------ | -------- |
| 18 settembre 2019 | 22:30  | Gruppo C |
| 19 settembre 2019 | 14:25  | Gruppo B |
| 19 settembre 2019 | 20:25  | Gruppo A |

## Medagliati
Per ciascun esercizio, i primi tre classificati sono i seguenti:
| Esercizio | Oro      | Oro    | Argento            | Argento | Bronzo             | Bronzo |
| --------- | -------- | ------ | ------------------ | ------- | ------------------ | ------ |
| Strappo   | Li Fabin | 145 kg | Eko Yuli Irawan    | 140 kg  | Yōichi Itokazu     | 135 kg |
| Slancio   | Li Fabin | 173 kg | Francisco Mosquera | 172 kg  | Qin Fulin          | 171 kg |
| Totale    | Li Fabin | 318 kg | Eko Yuli Irawan    | 306 kg  | Francisco Mosquera | 302 kg |

## Record
Prima di questa competizione, i record mondiali esistenti erano i seguenti:
| Record mondiale | Strappo | Mondiale standard | 144 kg | —                     | 1º novembre 2018 |
| Record mondiale | Slancio | Eko Yuli Irawan   | 174 kg | Aşgabat, Turkmenistan | 3 novembre 2018  |
| Record mondiale | Totale  | Eko Yuli Irawan   | 317 kg | Aşgabat, Turkmenistan | 3 novembre 2018  |

## Risultati
| Pos. | Atleta                       | Gr. | Peso atleta | Strappo (kg) | Strappo (kg) | Strappo (kg) | Strappo (kg) | Slancio (kg) | Slancio (kg) | Slancio (kg) | Slancio (kg) | Totale   |
| Pos. | Atleta                       | Gr. | Peso atleta | 1            | 2            | 3            | Pos.         | 1            | 2            | 3            | Pos.         | Totale   |
| ---- | ---------------------------- | --- | ----------- | ------------ | ------------ | ------------ | ------------ | ------------ | ------------ | ------------ | ------------ | -------- |
|      | Li Fabin (CHN)               | A   | 60.80       | 138          | 141          | 145          |              | 168          | 173          | 175          |              | 318      |
|      | Eko Yuli Irawan (INA)        | A   | 60.95       | 136          | 136          | 140          |              | 166          | 166          | 175          | 4            | 306      |
|      | Francisco Mosquera (COL)     | A   | 61.00       | 130          | 135          | 135          | 6            | 167          | 172          | 172          |              | 302      |
| 4    | Thạch Kim Tuấn (VIE)         | A   | 60.80       | 133          | 136          | 136          | 5            | 163          | 167          | 167          | 6            | 296      |
| 5    | Jhon Serna (COL)             | A   | 60.80       | 125          | 130          | 132          | 7            | 165          | 170          | 170          | 5            | 295      |
| 6    | Yōichi Itokazu (JPN)         | A   | 60.95       | 131          | 135          | 137          |              | 158          | 158          | 162          | 10           | 293      |
| 7    | Shota Mishvelidze (GEO)      | A   | 61.00       | 130          | 135          | 135          | 4            | 152          | 160          | 163          | 16           | 287      |
| 8    | Aznil Bidin (MAS)            | B   | 61.00       | 125          | 125          | 128          | 12           | 160          | 160          | 163          | 7            | 285      |
| 9    | Kao Chan-hung (TPE)          | B   | 60.75       | 125          | 128          | 128          | 10           | 155          | 158          | 160          | 9            | 283      |
| 10   | Jon Luke Mau (GER)           | B   | 60.90       | 115          | 119          | 122          | 18           | 153          | 158          | 162          | 8            | 280      |
| 11   | Ferdi Hardal (TUR)           | A   | 60.95       | 125          | 129          | 130          | 13           | 154          | 159          | 159          | 14           | 279      |
| 12   | Goderdzi Berdelidze (GEO)    | B   | 60.00       | 123          | 126          | 126          | 8            | 142          | 147          | 151          | 17           | 277      |
| 13   | Mirco Scarantino (ITA)       | B   | 60.90       | 121          | 124          | 124          | 15           | 150          | 153          | 156          | 15           | 277      |
| 14   | Seraj Al-Saleem (KSA)        | B   | 60.95       | 118          | 123          | 125          | 16           | 147          | 154          | 154          | 13           | 277      |
| 15   | Luis García (DOM)            | A   | 60.80       | 121          | 121          | 124          | 19           | 156          | 156          | 156          | 12           | 277      |
| 16   | Morea Baru (PNG)             | B   | 60.90       | 120          | 124          | 124          | 20           | 156          | 156          | 160          | 11           | 276      |
| 17   | Cristhian Zurita (ECU)       | B   | 60.25       | 124          | 128          | 128          | 14           | 146          | 150          | 150          | 19           | 274      |
| 18   | Hayato Hirai (JPN)           | B   | 60.95       | 118          | 122          | 124          | 17           | 145          | 149          | 151          | 20           | 271      |
| 19   | Seýitjan Mirzaýew (TKM)      | B   | 60.55       | 125          | 125          | 129          | 11           | 145          | 145          | 150          | 24           | 270      |
| 20   | Tan Chi-chung (TPE)          | C   | 60.80       | 115          | 115          | 118          | 22           | 145          | 145          | 148          | 21           | 263      |
| 21   | Chaturanga Lakmal (SRI)      | C   | 60.80       | 117          | 117          | 120          | 21           | 145          | 150          | 150          | 23           | 262      |
| 22   | Arley Calderón (CUB)         | C   | 60.75       | 114          | 114          | 114          | 24           | 146          | 146          | 146          | 22           | 260      |
| 23   | José Montes (MEX)            | C   | 60.95       | 110          | 110          | 115          | 23           | 133          | 137          | 137          | 25           | 252      |
| 24   | Elson Brechtefeld (NRU)      | C   | 60.65       | 95           | 100          | 105          | 26           | 130          | 135          | 140          | 26           | 240      |
| —    | Josué Brachi (ESP)           | C   | 60.50       | 125          | 128          | 128          | 9            | 145          | 145          | 145          | —            | —        |
| —    | Marcos Rojas (PER)           | C   | 60.90       | 107          | 110          | 110          | 25           | 143          | 143          | 143          | —            | —        |
| —    | Qin Fulin (CHN)              | A   | 60.95       | 136          | 136          | 138          | —            | 166          | 171          | 175          |              | —        |
| —    | Éric Andriantsitohaina (MAD) | C   | 60.55       | 110          | 110          | 110          | —            | 145          | 150          | 155          | 18           | —        |
| —    | Hurşit Atak (TUR)            | A   | 61.00       | 122          | 122          | 122          | —            | 155          | 155          | 155          | —            | —        |
| —    | Thilanka Palangasinghe (SRI) | B   | 60.95       | 117          | 117          | 117          | —            | —            | —            | —            | —            | —        |
| —    | Davide Ruiu (ITA)            | C   | ritirato    | ritirato     | ritirato     | ritirato     | ritirato     | ritirato     | ritirato     | ritirato     | ritirato     | ritirato |